# Игизьянова, Нажия Загировна
Нажия Загировна Игизьянова (р.1.9.1946, с. Абзаево Кигинского р‑на БАССР) — башкирская писательница. Заслуженный работник культуры РБ (1998). Член Союза писателей РБ и РФ(1993).

## Биография
Родилась 1 сентября 1946 г. в с. Абзаево Кигинского района Башкирской АССР. Закончив Абзаевскую среднюю школу, Нажия поступила в Уфимское ткацкое училище. Работала ткачихой. В 1982—1988 гг. заочно училась на филфаке Башкирского государственного университета. В 1974 г. стала сотрудником сатирического журнала «Вилы» («Хэнэк»), с 1982 г. работала в журнале «Башкортостан кызы», а затем в правлении Союза писателей Башкортостана. С 1986 г. в штате журнала «Агидель», где проработала до 2002 г. С 1991 г. она стала заведующей отделом писем этого периодического издания. В 1998 г. ей было присвоено звание заслуженного работника культуры РБ.

## Творчество
Литературную деятельность начала в 80-е годы. Основные жанры прозы автора — сатира и юмор. В 1986 г. был опубликован её дебютный сборник рассказов «Будем знакомы» («Таныш булайыҡ»). Затем вышли в свет сборники «Душистое мыло» (1991; «Еҫле һабын»), «Жить да не тужить» (2006; «Йәшәп ҡалырға кәрәк»), «Золотая цепочка» (2009; «Алтын сылбыр»), «Соперница»(1996; «Көндәш»), «Судьба» (2002; «Тәҡдир»). Сборник рассказов «Последняя встреча» (2014, «Һуңғы осрашыу») включает одноимённую повесть, описывающую тяжелую жизнь Башкирии после войны. «Сатраш» и «Подруги» посвящены проблеме деградации ценностей современного общества. В повести «Тяжкое время» также изображается смена духовных ориентиров, ставится проблема отцов и детей и конфликта их ценностей.
Нажия Игизьянова пишет и для детей. В 1993 г. вышла из печати её книга рассказов и сказок «Какое у меня красивое имя»(«Исемем матур икән»), а в 2004 г. — сборник рассказов «Светлая мечта» (Яҡты хыял").  Рассказы для детей  опубликованы  в её книге "Трели соловья" в 2018 г. ("Һандуғас моңо").
Книга  "Дорогой жених" ("Ҡиммәтле кейәү")  -сборник сатирических и юмористических произведений вышел в свет в  2021 году.

## Почетные звания
Заслуженный работник культуры РБ.